# 오노 마리나

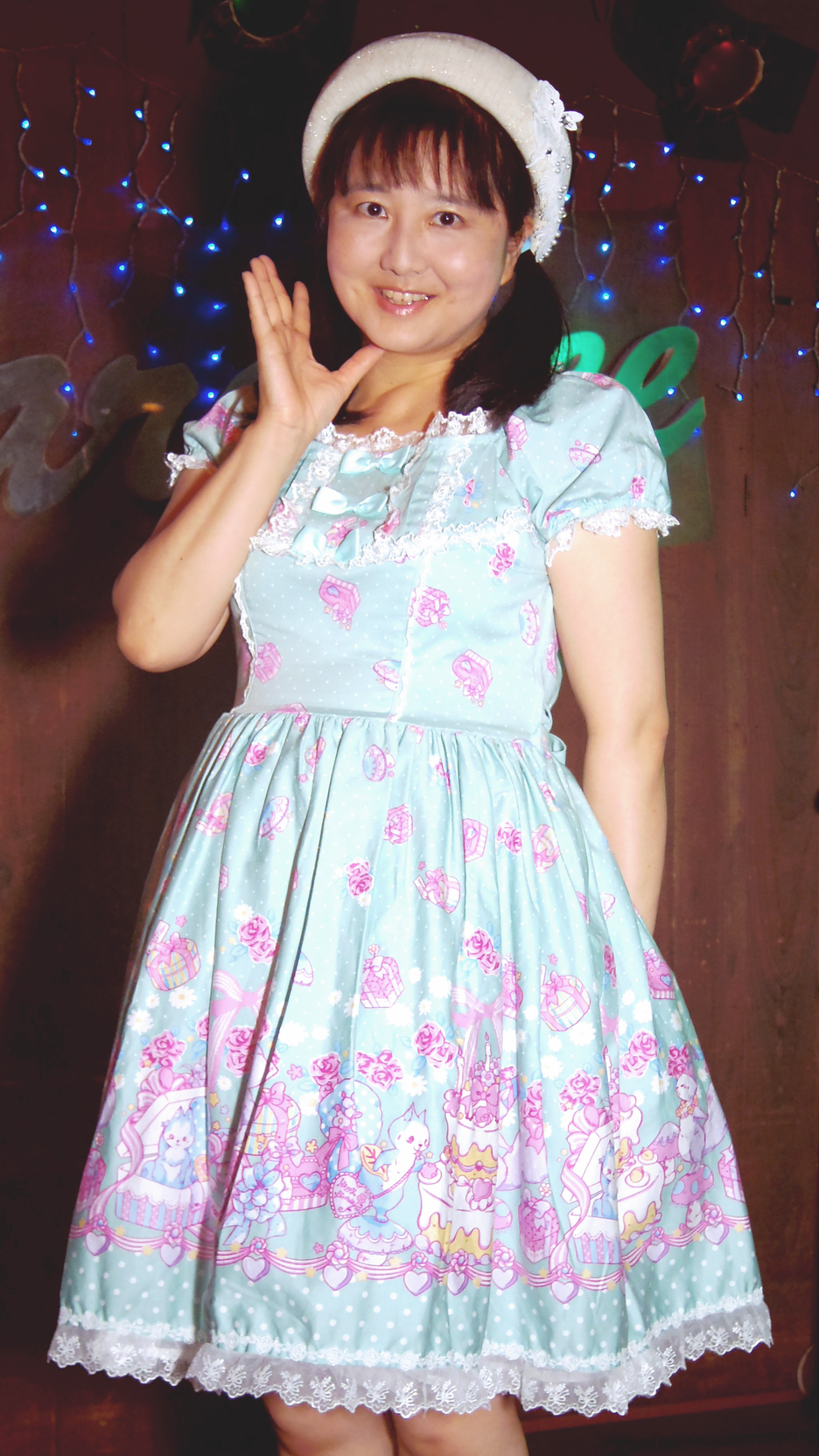

오노 마리나(大野まりな, 1972년 4월 5일 ~ )는 일본의 여성 성우이다. 히로시마현 출신. 토쿄 도립 우에노 고등학교 출신. 이전에는 아오니 프로덕션, 아틀리에 피치, TAB 프로덕션 소속이었다. 현재는 프리지만 아틀리에 피치가 창구예 빌려를 한다. 본명：카타야마 유미.

## 출연작품

### TV 애니메이션
1996년
- 체포하겠어 (엔도 유카)

1999년
- 성방천사 엔젤링크스 (엘리자베스 아이하라 챤)
- 지구방위기업 다이가드 (나카하라 치아키)

2000년
- 반드레드 (어시스턴트)

2006년
- Soul Link (닛타 아키)

### OVA
2003년
- 에이켄 (하루마치 코모에)

2004년
- 푸른 바다의 트리스티아 (포리 캐럿)

2005년
- 영원의 아세리아 (오르파릴 레드스피릿)

### 게임
1996년
- 이터널 멜로디 (레미트 마리에나)

1997년
- Pia캐롯에 어서오세오!! PC-FX판 (키노시타 루미)

1998년
- 영웅전설III「하얀 마녀」SS판 (피리)
- 퍼스트Kiss☆이야기 (나나세 아야카)
- 아가씨 특급 (나나오 츠바사, 네기시 치히로)
- BLOODY ROAR 2 -BRINGER OF THE NEW AGE- (노노무라 우리코)
- 별의 언덕 학원 이야기 학원제 (휴우가 테루미)

2000년
- BLOODY ROAR 3 (노노무라 우리코)

2001년
- 두근두근 프리티 리그 Lovely Star (토미나가 카즈하)

2002년
- 푸른 바다의 트리스티아 (포리 캐럿)
- 싸움 여신2 ~사라진 기억으로의 진혼가~ (타나 사이렌) : 칸자키 치히로 (神崎ちひろ) 명의
- 천사와 악마(텐아쿠) (밀리)

2003년
- 그린 그린 ~종과 소리 로맨틱~ (츠키모리 코즈에)
- 캐슬 판타지아 ~엘렌시아 전기~ 리뉴얼 (세리카 로즈 일루미네스) : 칸자키 치히로 (神崎ちひろ) 명의
- 마법소녀 아라모드 (밀키 밀코크)
- 영원의 아세리아 (오르파릴 레드스피릿)
- 레벨 저스티스 (러브리 레드 스타) : 칸자키 치히로 (神崎ちひろ) 명의
- 환린의 희장군2 ~인도된 혼의 계보~ (레티니 파트라, 유이 카나샤, 티파나 루크센벨) : 칸자키 치히로 (神崎ちひろ) 명의

2004년
- Like Life PC판 (아리카와 아토리)
- Soul Link PC판 (닛타 아키)

2005년
- Like Life an hour PS2판 (아리카와 아토리)
- Milky way3 (모리시타 미제루)

2006년
- Soul Link EXTENSION PS2판 (닛타 아키)
- 깊은 산골짜기에 흐르는 노래 (튜튜 네일) : 칸자키 치히로 (神崎ちひろ) 명의

2007년
- 여름 멜로디 (효도 란) : 칸자키 치히로 (神崎ちひろ) 명의
- 왕적 (루티모네) : 칸자키 치히로 (神崎ちひろ) 명의
- 성스러운 신명-The Spirit of Eternity Sword 2- (루프트나)
- Clear -클리어- PC판 (오카모토 노노카, 비쇼부 유리)
- 8665^2 하루루코의 사정 (토리니 테이) : 칸자키 치히로 (神崎ちひろ) 명의